# 天融寺

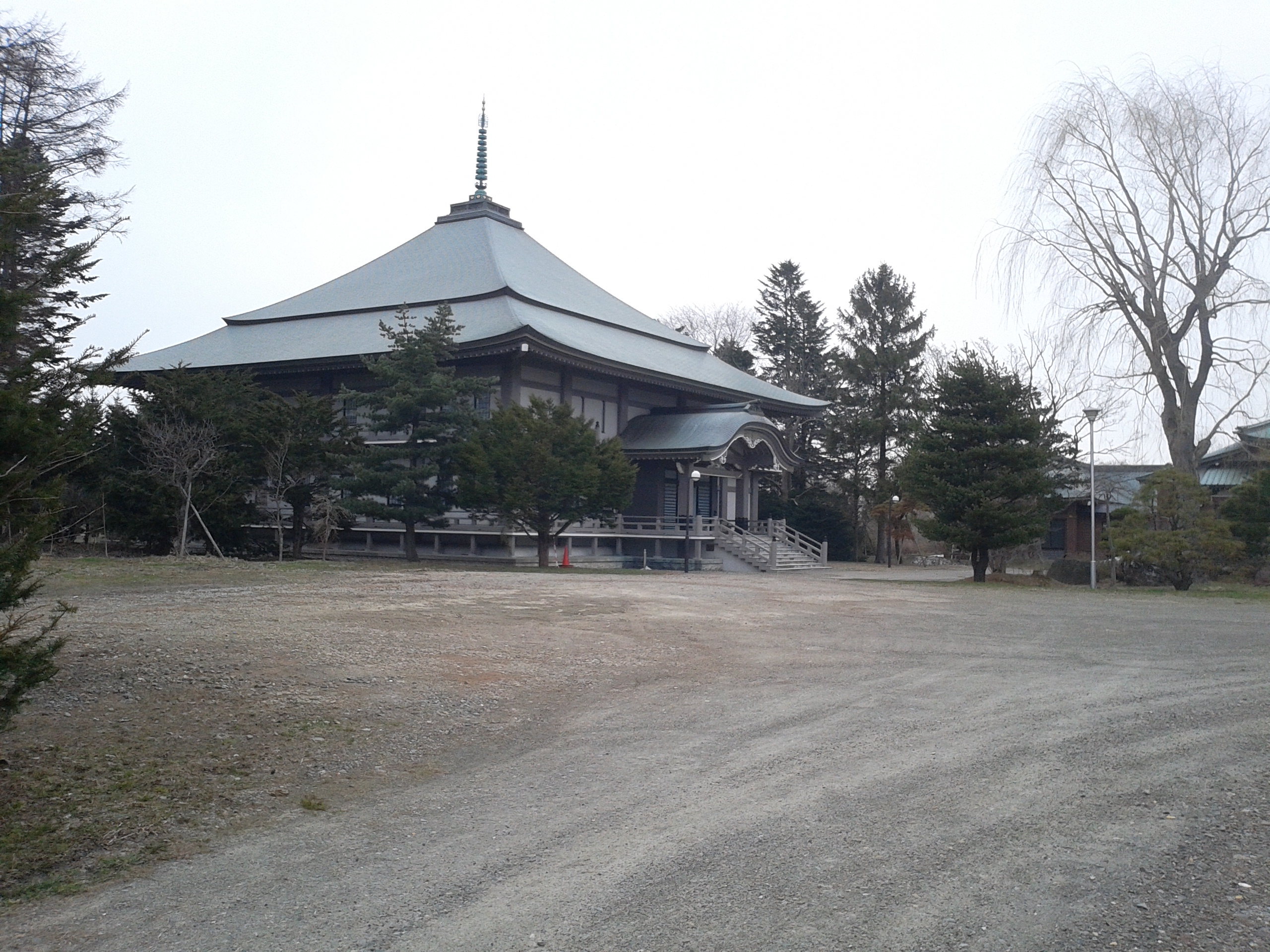
天融寺

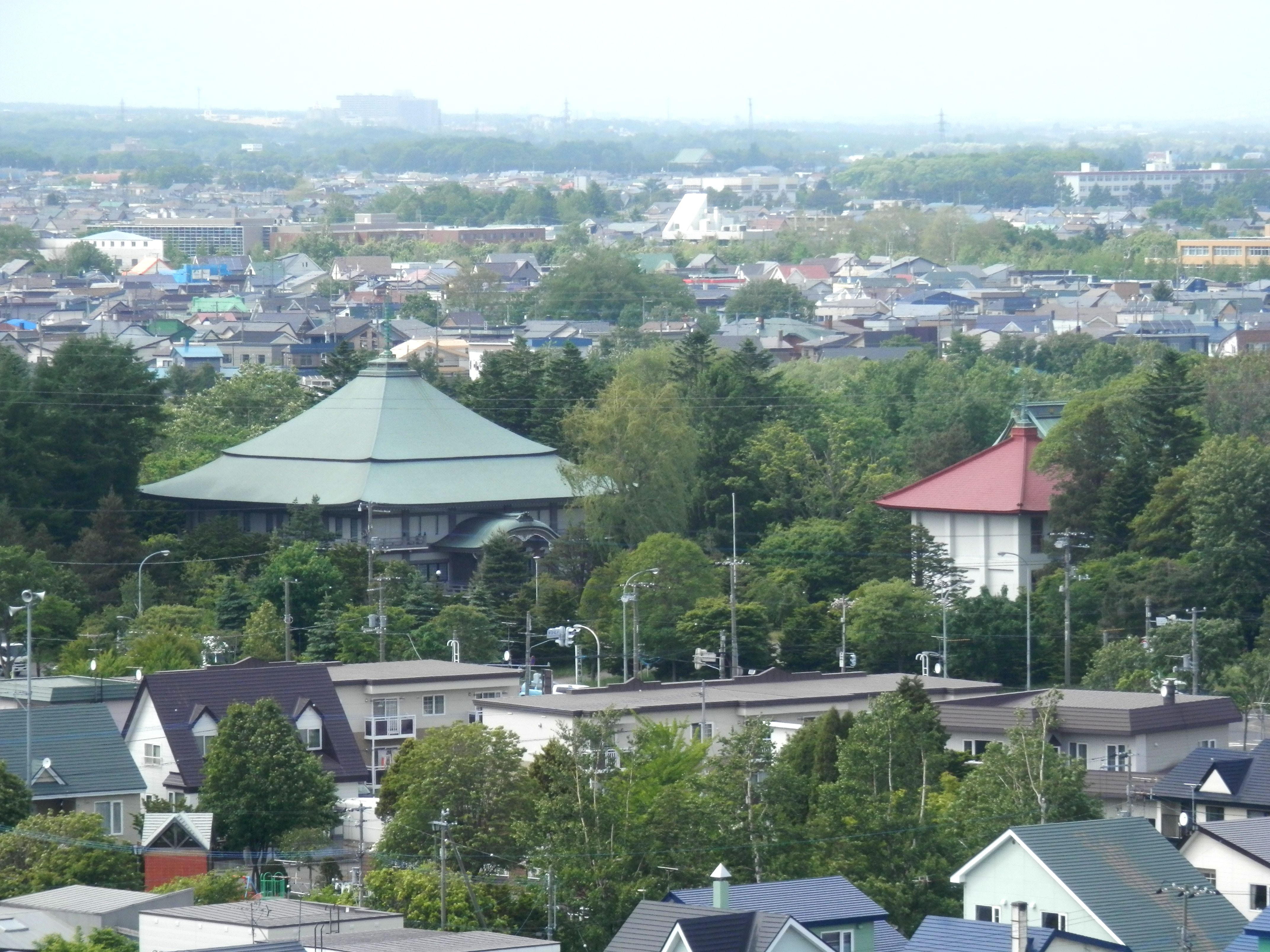
天融寺

天融寺（てんゆうじ）は、北海道恵庭市上山口476にある真宗大谷派の寺院。

## 沿革
- 1886年 現在地に説教所として開かれる[1]。
- 1904年 天融寺として寺号公称[1]が許可される。
- 1907年 旧本堂が完成する。
- 1928年 鐘楼堂が完成する。
- 1960年 旧納骨堂が完成する。
- 1964年 旧座敷が完成する。
- 1971年 庫裡と会館が完成する。
- 1986年 天融寺開教百年慶讃法要を勤修する。
- 1995年 新納骨堂（無量寿堂）が完成する。
- 1997年 新座敷（客殿）が完成する。
- 2016年 『天融寺寺史 - 130年のあゆみ』を発刊[1]。

日中戦争の戦死者の村葬では神式と仏式で1日2回執り行われていた。